# Falalop
Falalop är en ö i Mikronesiska federationen.   Den ligger i kommunen Ulithi Municipality och delstaten Yap, i den västra delen av landet, 2 000 km väster om huvudstaden Palikir. Arean är 0,90 kvadratkilometer.
Terrängen på Falalop är mycket platt. Öns högsta punkt är 14 meter över havet. Den sträcker sig 1,2 kilometer i nord-sydlig riktning, och 1,1 kilometer i öst-västlig riktning.